# 格林德萊恩斯格拉本河 (格倫德維森巴赫河支流)
50°03′13″N 10°21′54″E / 50.053739°N 10.365006°E
格林德萊恩斯格拉本河是德國的河流，位於該國東南部，由巴伐利亞負責管轄，屬於格倫德維森巴赫河的左支流，河道全長0.7公里，發源自紹農根。